# Marcello Sacchetti
Marcello Sacchetti, född 1586 i Rom, död 15 september 1629 i Neapel, var en italiensk adelsman. Han utnämndes 1624 till chefsdepositarie hos påven Urban VIII.